# Eduard Herold
Eduard Herold též Edvard Herold, křtěný Jan Eduard Herold (16. září 1820 Praha – 5. srpna 1895 Praha) byl český malíř, ilustrátor, kritik umění a spisovatel.

## Život
Narodil se v Praze jako nemanželský syn, nejstarší ze tří dětí chudého herce Německého divadla Jana Christiana Herolda († 1837) a jeho ženy, herečky Terezie Ringelmannové. Studoval na piaristickém gymnáziu, kde se mu příliš nevedlo, proto odešel do učení na rukavičkáře. Ani tam se mu nedařilo, zajímal se více o loutkoherectví. Roku 1836 učení opustil, protože složil zkoušku na Akademii do malířské školy, kde byl žákem Františka Tkadlíka, Antonína Mánesa a Christiana Rubena. Školu dokončil roku 1844, byl ovlivněn nejvíce Mánesem a profiloval se jako krajinář – realista. Od roku 1849 byl členem Jednoty umělců výtvorných (JUV), od roku 1863 také Umělecké besedy.
Po studiu se stal učitelem kreslení dětí ve šlechtických rodinách, až se dostal k hraběti Jindřichu Chotkovi (1802–1864); jeho tři děti vyučoval na zámcích Nové Dvory (okres Kutná Hora) a Kačina, kde zůstal do roku 1856. Během pobytů na Kačině využíval ke studiu bohatou zámeckou knihovnu jako jeden ze zdrojů inspirace ke své budoucí tvorbě historických povídek a ilustrací.
V letech 1868–1877 spolupracoval příležitostně s Prozatímním divadlem jako malíř jevištních dekorací, například pro hru Nevěsta husitská Karla Šebora. Maloval dekorace i pro ochotnické spolky např. z Jaroměře a Mladé Boleslavi.
Od roku 1868 otiskoval ilustrace, veduty a jiné kresby v časopisech Erinnerungen (vydavatele Karla Bellmanna, Květy, Světozor, Lumír, Zlatá Praha, ve sborníku Osvěta a dalších. Tam přispíval i statěmi z dějin umění, básněmi a povídkami. Napsal také román Čertova krčma.
Ke konci života vyučoval kresbu.
Zemřel roku 1895 a byl pohřben na Olšanských hřbitovech.

## Rodina
Byl dvakrát ženat. S první ženou Antonií, rozenou Siegelovou (1824–1873) měl syna Jindřicha/Heinricha († 1857) a dceru Boženu († 1859), obě děti zemřely brzy po narození. Rok po smrti první ženy uzavřel sňatek s Johannou Joppovou (* 1852), dcerou českobrodského poštmistra, která byla o 31 let mladší než on. Také jejich jediná dcera Marie († 1875) zemřela jako nemluvně. Takřka celý život bydlel na Novém Městě pražském, vystřídal čtyři podnájmy, z nichž nejvýznamnější byl ve Vodičkově ulici 10 v domě U Řečických.

## Dílo
- příspěvky do časopisů Lumír (časopis)
- Malebné cesty po Čechách - album akvarelových vedut[zdroj?] s doprovodnými statěmi (1861, německy 1870)
- Malebné cesty po Praze- album akvarelových vedut s doprovodnými statěmi (společně s V. Olivou (1866, 2. vydání 1893)
- Josef Mánes – životopisná vzpomínka ze sborníku Vzpomínky na paměť třicetileté činnosti Umělecké besedy 1863—1893

## Galerie

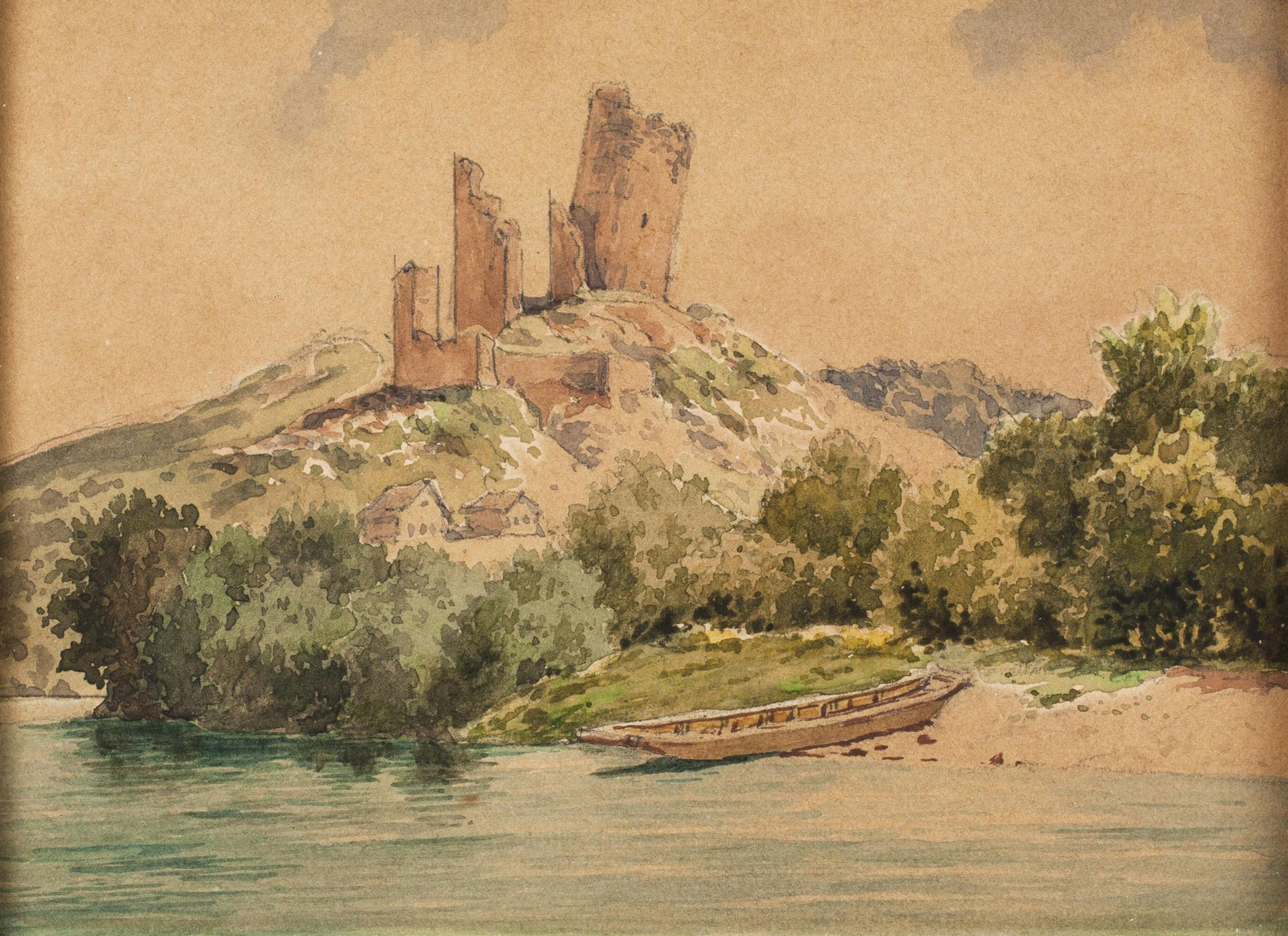
Eduard Herold – Partie na Malši
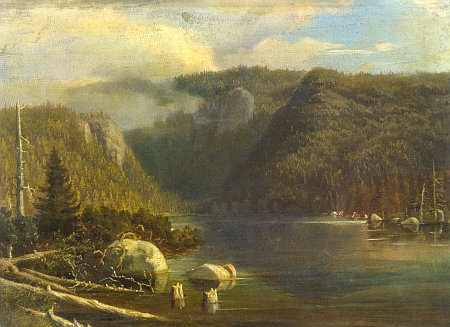
Eduard Herold – Černé jezero (kol.r.1860)
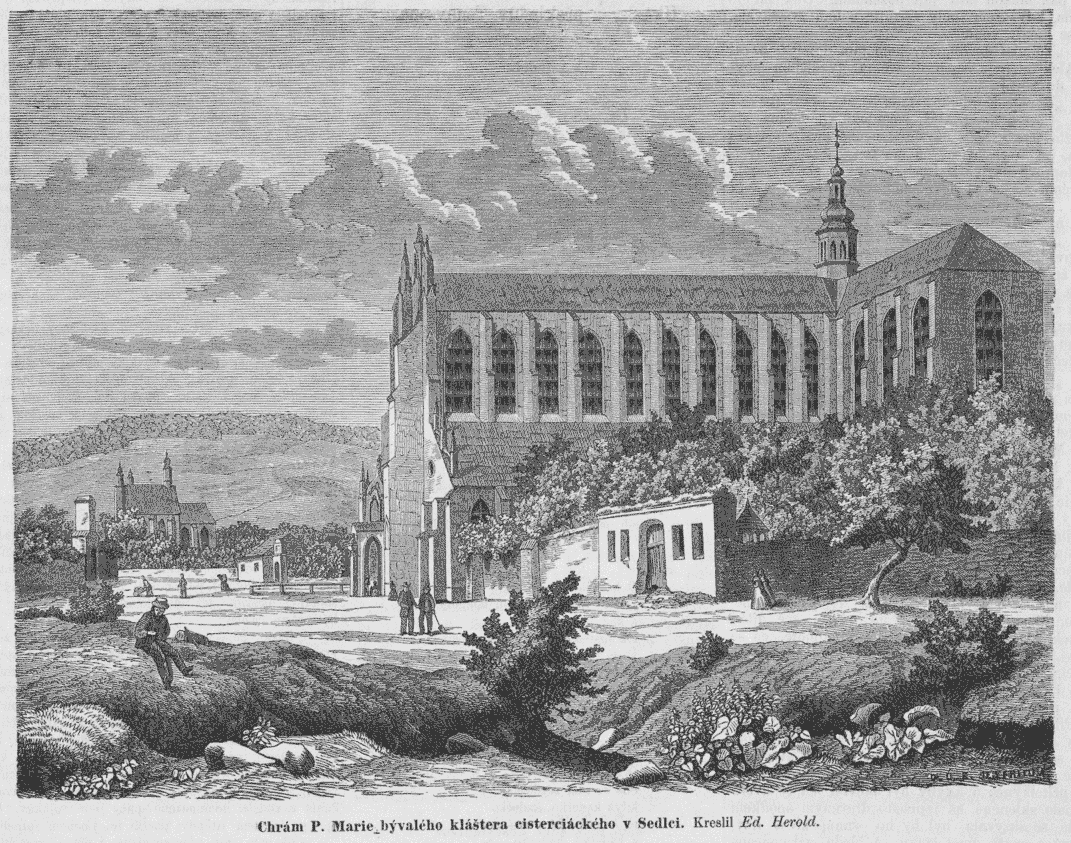
Eduard Herold – Chrám Panny Marie bývalého kláštera cisterciáckého v Sedlci (1865)
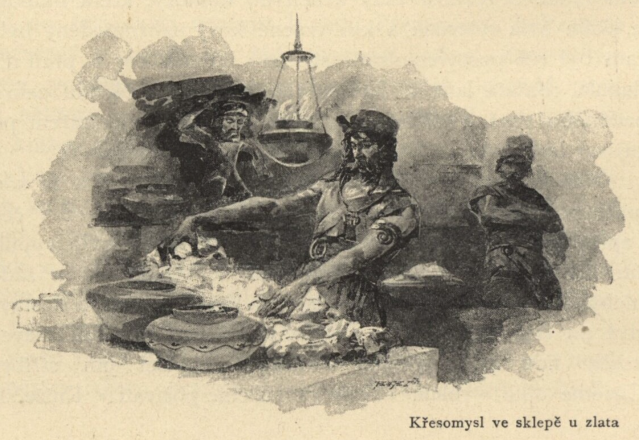
Křesomysl ve sklepě u zlata